# 乌多特岛
乌多特岛（英語：Udot）是密克罗尼西亚联邦的一个岛屿，位于楚克州的楚克群島。岛屿长4千米，宽2.6千米，表面被茂密的丛林所笼罩。2000年人口为1774。